# Paramunna snaresi
Paramunna snaresi är en kräftdjursart som beskrevs av Just och Wilson 2004. Paramunna snaresi ingår i släktet Paramunna och familjen Paramunnidae.
Artens utbredningsområde är havet kring Nya Zeeland. Inga underarter finns listade i Catalogue of Life.